# Distanță Minimă de Intersecție cu o Orbită

Orbita asteroidului (4953) 1990 MU, care, cu o distanță minimă de intersecție a orbitei terestre de 0,0276 UA, este clasat ca fiind obiect potențial periculos.

Distanța Minimă de Intersecție a unei Orbite (prescurtat DMIO; MOID în limba engleză pentru Minimum orbit intersection distance) este, în astronomie, o măsură de risc de coliziune între obiecte astronomice. În general, DMIO cel mai interesant este cel legat de orbita terestră (DMIO terestră, notată în engleză E-MOID, pentru Earth MOID), îndeosebi în ceea ce privește orbita obiectelor potențal periculoase.
Mai recent, DMIO este definită ca fiind distanța dintre punctele cele mai apropiate ale orbitelor osculatoare a două corpuri cerești și este definită pentru o dată anume sau nu potrivit cu evoluția pe care aceste orbite pot să o aibă în timp.

## Legături externe
- en  Fast Geometric Method for Calculating Accurate Minimum Orbit Intersection Distances (PDF)
- en  List of the Potentially Hazardous Asteroids (PHAs)
- en  MBPL - Minor Body Priority List ( PHA Asteroids )
- en  SAEL - Small Asteroids Encounters List